# Schlitzantenne

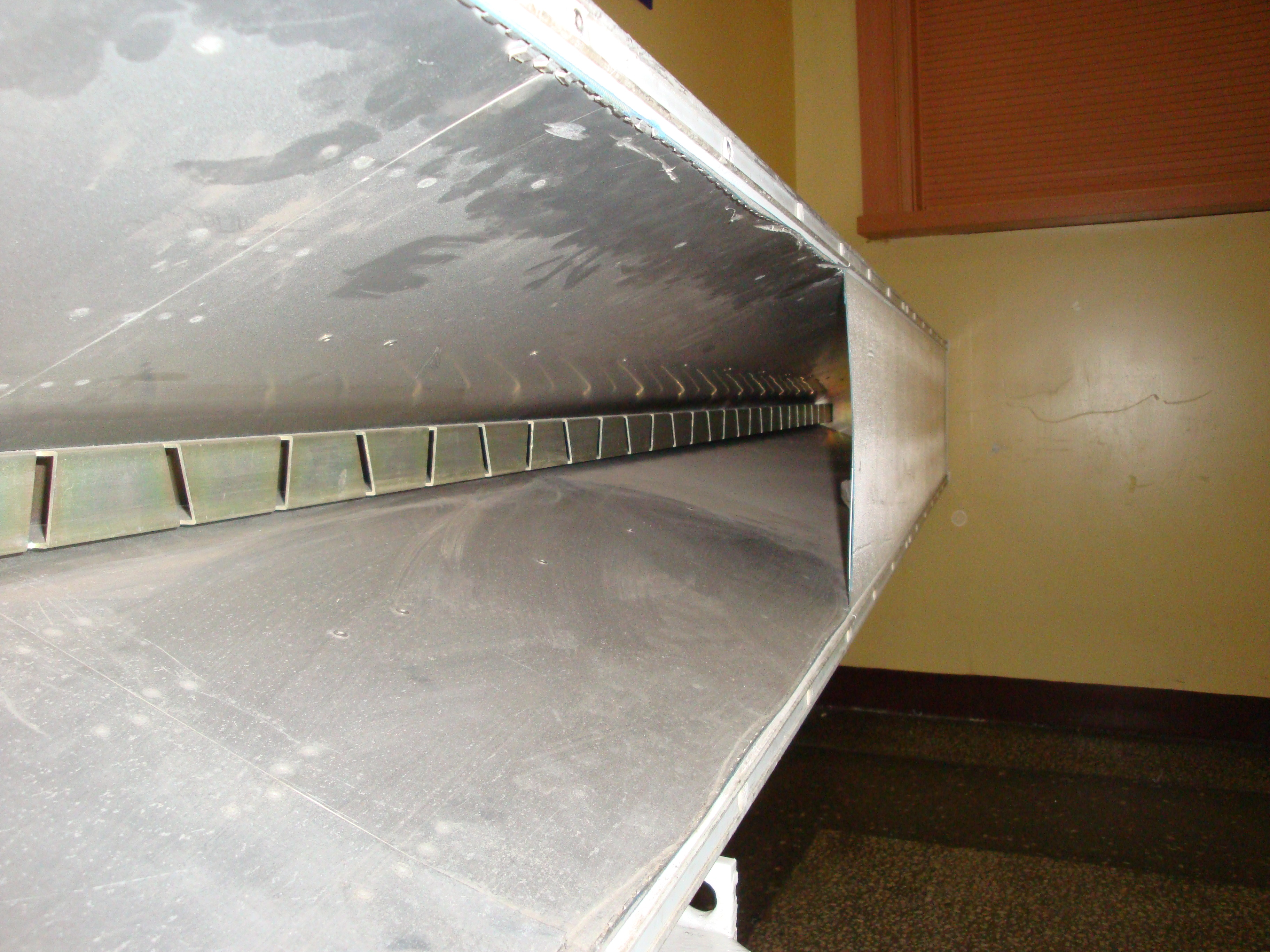
Schlitzgruppenantenne (Schiffsradar); die Schlitze, die an der Schmalseite des speisenden Hohlleiters angebracht sind, müssen geneigt sein, um zu strahlen

Eine Schlitzantenne (auch: Schlitzstrahler) ist eine Antenne, die als Schlitz in einer metallischen Fläche (Blech, Hohlleiter) ausgebildet ist und für die Abstrahlung von Wellen sorgt.
Die Schlitzantenne wurde 1951 von Heinrich Bosse bei der Firma C. Lorenz zum Patent angemeldet.

## Aufbau
Ein Halbwellendipol besteht aus einem Leiterstück der halben Wellenlänge und strahlt prinzipiell quer zur Längsausdehnung mit einer Polarisation, die der Längsausdehnung des Leiterstückes entspricht. Ein in einen Flächenleiter eingeschnittener Schlitz als Antenne hat idealerweise ebenfalls diese Länge, strahlt jedoch mit einer Polarisation, die quer zu diesem Schlitz orientiert ist. Es kann das gleiche Antennendiagramm realisiert werden, wie mit einem Halbwellendipol bzw. mit einem Antennenarray aus Halbwellendipolen.
Schlitzantennen können durch stehende oder fortlaufende Wellen in einem Hohlleiter gespeist werden, indem sie den Verlauf der Wandströme unterbrechen. Im Rechteckhohlleiter herrscht üblicherweise die H10-Welle, ein Schwingungsmodus, bei dem die Wandströme quer zur Ausbreitungsrichtung verlaufen und in der Mittellinie der Breitseite Null sind. Strahlende Schlitze können daher entweder in der Breitseite längs außerhalb der Mittellinie angebracht sein oder quer und leicht geneigt in der Schmalseite. Querschlitze ohne Neigung in der Schmalseite oder Längsschlitze entlang der Mittellinie auf der Breitseite würden nicht strahlen.
Schlitzantennen können auch mit einer Leitung gespeist werden. Ganz ähnlich wie bei einer Bi-Quad-Antenne oder einer Batwing-Antenne ist die Leitung an beiden Seiten in der Mitte des Schlitzes angeschlossen. Am Speisepunkt ist beim Halbwellendipol das Strommaximum, beim Schlitzstrahler jedoch das Spannungsmaximum – er ist hochohmig; für die Strahlungswiderstände {\displaystyle Z_{1}} und {\displaystyle Z_{2}} komplementärer Antennen gilt (auch abseits der Resonanz):
{\displaystyle Z_{1}Z_{2}={\frac {Z_{0}^{2}}{4}}}
Darin ist {\displaystyle Z_{0}} der Wellenwiderstand des Vakuums.

## Anwendungen

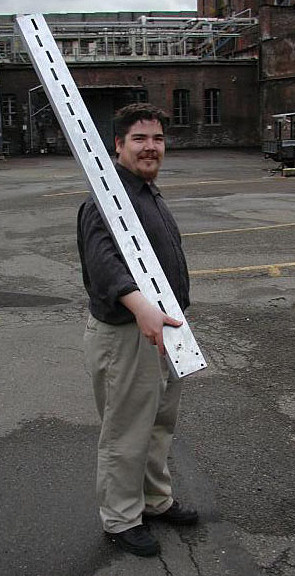
Hohlleiter-Schlitzantenne für 2,4 GHz im H_{10}-Mode

Man verwendet Schlitzantennen vor allem für hohe Frequenzen, üblicherweise ab 1 GHz. Schlitzantennen sind im Flugzeug besonders geeignet, weil sie in die Außenhülle integriert werden können.
Bei Radarantennen, insbesondere für Schiffe, werden rotierende Schlitzgruppenantennen verwendet (siehe Bild oben): ein waagerechter, sich in vertikaler Achse drehender Hohlleiter weist dabei mehrere Schlitze auf, deren Abstand, Größe und Neigung von der Frequenz und der zu erzielenden Richtwirkung der Antenne abhängen. Die Richtwirkung einer solchen Antenne ist horizontal stärker ausgeprägt als vertikal, sodass das schwankende Schiff dennoch genau orten kann. Neigung und Neigungswinkel sind von Schlitz zu Schlitz unterschiedlich, um phasenrichtig zu speisen und durch konstruktive Interferenz der dadurch unterschiedlich beitragenden Schlitze das beabsichtigte nebenkeulenarme horizontale Richtdiagramm zu erzeugen.
Bei Schlitzgruppenantennen werden mehrere Schlitze von einem Hohlleiter gespeist, in dessen Wand sie eingefräst sind. Jeder einzelne Schlitz stellt dabei einen Strahler dar, durch Überlagerung (Interferenz) der abgestrahlten Wellen  kommt es zur Richtwirkung. Schlitze im Abstand der halben Wellenlänge im Hohlleiter ergeben zum Hohlleiter senkrechte Abstrahlung. Bei der Antenne rechts im Bild für 2,4 GHz sind die versetzt angebrachten Schlitze auf der Breitseite eines Hohlleiters zu sehen. Die Schlitze müssen so weit aus der Mitte (wo sie wirkungslos wären) versetzt angebracht werden, dass sie aus dem sich im Hohlleiter ausbreitenden Feld einen angemessenen Anteil auskoppeln. Sie strahlen genau dann phasenrichtig zueinander quer zur Antenne ab, wenn sie abwechselnd nach links/rechts versetzt sind. Die Antenne polarisiert quer zur Längsausdehnung. Bei einer Freiraumwellenlänge von gut 12 cm erreicht eine Antenne mit 16 Elementen eine strahlende Länge von etwa 1,5 m. Der Antennengewinn von einem Array mit 16 Strahlern beträgt 12 bis 14 dBd.